# Nazionale maschile under 16 di calcio della Francia
La Nazionale di calcio francese Under-16 è la rappresentativa calcistica Under-16 della Francia ed è posta sotto l'egida della Fédération Française de Football.

## Palmarès
- Campionato europeo di calcio Under-16: (ora Under-17)

Secondo posto: 2 (1996, 2001)
Terzo posto: 2 (1987, 1989)